# Encrypting File System
Pour les articles homonymes, voir EFS.
 (avril 2013).
L’Encrypting File System (abrégé EFS) est une fonctionnalité apparue avec la troisième version des systèmes de fichiers NTFS disponible sur Microsoft Windows 2000 et ultérieurs. Cette technologie permet d'enregistrer des fichiers chiffrés sur ce système de fichiers, ce qui protège les informations personnelles des attaques de personnes ayant un accès direct à l'ordinateur.
L'authentification de l'utilisateur et les listes de contrôle d'accès peuvent protéger les fichiers d'un accès non autorisé pendant l'exécution du système d'exploitation. Mais elles sont facilement contournables si un attaquant obtient un accès physique à l'ordinateur. Une solution est de chiffrer les fichiers sur les disques de cet ordinateur. EFS réalise cette opération en utilisant la cryptographie symétrique, et assure que le déchiffrement des fichiers est pratiquement impossible sans posséder la bonne clé. Cependant, EFS ne prévient pas les attaques par force brute contre les mots de passe des utilisateurs. Autrement dit, le chiffrement de fichier ne procure pas une bonne protection si le mot de passe utilisateur est facilement trouvable.

## Fonctionnement
Les fichiers et dossiers qui doivent être chiffrés par le système de fichiers doivent être marqués par un attribut de chiffrement. Tout comme les permissions de fichiers dans NTFS, si un dossier est marqué pour être chiffré, alors par défaut tous les fichiers et sous-dossiers seront aussi chiffrés. Quand les fichiers sont copiés vers un autre volume formaté avec un autre système de fichiers (par exemple FAT32), ils sont automatiquement déchiffrés avant d'être déplacés. La seule exception se produit lorsque ces fichiers sont archivés; dans ce cas, ils restent chiffrés.
EFS fonctionne en chiffrant un fichier avec une clé symétrique générale, appelée File Encryption Key ou FEK. Cette clé permet un temps de chiffrement/déchiffrement relativement court pour les fichiers volumineux, par rapport aux clés asymétriques. La clé symétrique utilisée est elle-même chiffrée avec une clé publique associée à l'utilisateur qui a chiffré le fichier; la clé symétrique chiffrée est stockée dans l'en-tête du fichier chiffré. Pour le déchiffrer, le système de fichiers utilise la clé privée de l'utilisateur pour déchiffrer la clé symétrique située dans l'en-tête. Enfin, il utilise cette clé symétrique pour le déchiffrement du fichier. Étant donné que tout est réalisé au niveau du système de fichiers, ces opérations sont invisibles pour l'utilisateur.
Pour comparaison, on trouve sur les systèmes GNU/Linux, le système LUKS.